# 瓦尔迪恩
瓦尔迪恩（德語：Walldürn，發音：[valˈdʏʁn] ⓘ）是德国巴登-符腾堡州卡尔斯鲁厄行政区内卡-奥登林山县的城市，面积105.91平方千米，2023年12月31日人口为11,760人。

## 历史
原为日耳曼长城上的罗马浴场及兵营。据1589年的修道士霍菲乌斯（Hoffius）记载，在1330年，瓦尔迪恩的一名教士在举行弥撒礼时，不小心将圣餐打翻在圣餐布上，圣餐布上显示出了十字架上的基督的模样。因为该奇迹，瓦尔迪恩在1456年后成为了朝圣者的目的地。圣餐布仍保存在瓦尔迪恩的圣乔治教堂的圣坛边上。

## 友好城市
- 法國 蒙特罗福约讷（1970年）
- 匈牙利 圣戈特哈德（2005年）